# Campeonato de Suiza de ajedrez
El Campeonato de Suiza de ajedrez es celebrado anualmente durante dos semanas de julio. Es organizado por la Federación Suiza de Ajedrez (la SSB), que ha sido miembro del órgano de gobierno Olímpico Suizo desde 2000. La SSB es un órgano relativamente nuevo, creado en 1995 como una fusión de dos antiguas organizaciones: la antigua Federación Suiza de Ajedrez (la SSV, fundada en 1889 para el Campeonato inaugural y hasta 1960, conocida como la Asociación de Ajedrez Suiza) y la Federación Suiza de Trabajadores de Ajedrez (la SASB, fundada en 1923).
Desde su aparición, el formato del Campeonato fue un todos contra todos de 10 jugadores, abierto a jugadores nacionales y foráneos. El título de Campeón de Suiza estaba, sin embargo, reservado para el jugador nacional suizo mejor posicionado. Se han realizado varios cambios a lo largo de su historia, particularmente respecto a la introducción de nuevas categorías en el Campeonato. Las dos guerras mundiales hicieron que el Campeonato no tuviera lugar en un pequeño número de ocasiones, pero debido al estado neutral de Suiza, el evento fue menos afectado que en muchos otros países. No hubo competición en 1968 debido al conflicto con la Olimpiada de ajedrez de Lugano.
En 2008, se planean grandes cambios para el Campeonato, incluyendo dos formatos alternativos disputándose en paralelo. Los cambios pretenden mantener la accesibilidad al torneo para jugadores suizos y extranjeros, mientras que se expandirá el rango de oportunidades para los nacionales, en términos del propio Campeonato y también para el ELO y la obtención de títulos. Esta visión radicalmente diferente dará lugar a un ciclo de dos años, comprendiendo un torneo abierto cada año impar y un cerrado (solo para suizos) cada año par.
A través de la larga historia de campeonatos, muchos jugadores han ganado múltiples títulos, pero Hans Johner tiene el récord de 12 títulos, a lo largo de un increíble recorrido de cuarenta y dos años. Joe Gallagher, un cinco veces Campeón, tiene doble nacionalidad y también ganó el Campeonato de Gran Bretaña de ajedrez en 2001, un logro único.

## Palmarés masculino y femenino
| Año  | Ciudad                        | Vencedor                                                          | Vencedora                                |
| ---- | ----------------------------- | ----------------------------------------------------------------- | ---------------------------------------- |
| 1889 | Zúrich                        | Max Pestalozzi, Artur Poplawski                                   |                                          |
| 1890 | Winterthur                    | Max Pestalozzi, Artur Poplawski                                   |                                          |
| 1892 | Basilea                       | Oscar Corrodi, Hans Fahrni                                        |                                          |
| 1893 | Berna                         | Alex Popoff                                                       |                                          |
| 1895 | Zúrich                        | Ulrich Bachmann                                                   |                                          |
| 1896 | Lucerna                       | Ulrich Bachmann, Alfred Stooss                                    |                                          |
| 1897 | Aarau                         | Hermann Sack                                                      |                                          |
| 1898 | Basilea                       | Ulrich Bachmann                                                   |                                          |
| 1899 | Lausana                       | Moriz Henneberger                                                 |                                          |
| 1900 | Berna                         | Andreas Duhm                                                      |                                          |
| 1901 | San Galo                      | Max Pestalozzi, Eugen Meyer, Andreas Duhm, Hans Duhm              |                                          |
| 1902 | Biena                         | Eugen Meyer                                                       |                                          |
| 1903 | Zúrich                        | Ernst Müller                                                      |                                          |
| 1904 | Lucerna                       | Walter Henneberger                                                |                                          |
| 1905 | Neuchâtel                     | Alfred Hänni                                                      |                                          |
| 1906 | Basilea                       | Moriz Henneberger, Walter Henneberger                             |                                          |
| 1907 | Schaffhausen                  | Dietrich Duhm, Paul Johner, Karl Kunz                             |                                          |
| 1908 | Berna                         | Hans Johner, Paul Johner                                          |                                          |
| 1909 | Zúrich                        | Moriz Henneberger                                                 |                                          |
| 1910 | Ginebra                       | Oskar Naegeli                                                     |                                          |
| 1911 | Davos                         | Moriz Henneberger, Walter Henneberger, Kurt Krantz, Erwin Voellmy |                                          |
| 1912 | Lausana                       | Walter Henneberger                                                |                                          |
| 1913 | Basilea                       | Andreas Duhm                                                      |                                          |
| 1914 | Montreux                      | Dietrich Duhm, Moriz Henneberger                                  |                                          |
| 1920 | San Galo                      | Erwin Voellmy                                                     |                                          |
| 1922 | Neuchâtel                     | Erwin Voellmy                                                     |                                          |
| 1923 | Berna                         | Hans Johner                                                       |                                          |
| 1924 | Interlaken                    | Otto Zimmermann                                                   |                                          |
| 1925 | Zúrich                        | Paul Johner                                                       |                                          |
| 1926 | Ginebra                       | Walter Michel                                                     |                                          |
| 1927 | Biena                         | Adolf Staehelin                                                   |                                          |
| 1928 | Basilea                       | Hans Johner, Paul Johner                                          |                                          |
| 1929 | Schaffhausen                  | Hans Johner                                                       |                                          |
| 1930 | Lausana                       | Paul Johner                                                       |                                          |
| 1931 | Winterthur                    | Hans Johner                                                       |                                          |
| 1932 | Berna                         | Hans Johner, Paul Johner                                          |                                          |
| 1934 | Zúrich                        | Hans Johner                                                       |                                          |
| 1935 | Aarau                         | Hans Johner                                                       |                                          |
| 1936 | Lucerna                       | Oskar Naegeli                                                     |                                          |
| 1937 | Interlaken                    | Hans Johner                                                       |                                          |
| 1938 | Basilea                       | Hans Johner                                                       |                                          |
| 1939 | Montreux                      | Henri Grob                                                        |                                          |
| 1941 | Aarau, Basilea, Berna, Zúrich | Fritz Gygli                                                       |                                          |
| 1942 | Lausana                       | Jules Ehrat                                                       |                                          |
| 1943 | San Galo                      | Martin Christoffel                                                |                                          |
| 1944 | Vevey                         | Paulin Lob                                                        |                                          |
| 1945 | Lugano                        | Martin Christoffel                                                |                                          |
| 1946 | Winterthur                    | Ernst Strehle                                                     | Mathilde Laeuger-Gasser                  |
| 1947 | Neuchâtel                     | Hans Johner                                                       |                                          |
| 1948 | Berna                         | Martin Christoffel                                                | Elizabeth Schild                         |
| 1949 | Schaffhausen                  | Serge Tordion                                                     |                                          |
| 1950 | Lucerna                       | Hans Johner                                                       | Elizabeth Schild                         |
| 1951 | Ginebra                       | Henri Grob                                                        | Lina Wiget                               |
| 1952 | Zúrich                        | Martin Christoffel                                                |                                          |
| 1953 | Soleura                       | Max Blau                                                          | Anna Näpfer                              |
| 1954 | Basilea                       | Josef Kupper                                                      | Elizabeth Schild                         |
| 1955 | Rapperswil                    | Max Blau                                                          | Anna Näpfer                              |
| 1956 | Thun                          | Max Blau                                                          | Anna Näpfer                              |
| 1957 | Lausana                       | Josef Kupper                                                      | Madeleine Batchinsky-Gaille              |
| 1958 | Lugano                        | Dieter Keller                                                     | Anna Näpfer                              |
| 1959 | Biena                         | Paulin Lob                                                        | Anna Näpfer                              |
| 1960 | Balgach                       | Dieter Keller                                                     | Anna Näpfer                              |
| 1961 | Interlaken                    | Dieter Keller                                                     | Madeleine Batchinsku-Gaille              |
| 1962 | San Galo                      | Josef Kupper                                                      |                                          |
| 1963 | Basilea                       | Dieter Keller                                                     | Mathilde Laeguer                         |
| 1964 | Montreux                      | Marcel Markus                                                     | Monique Petit                            |
| 1965 | Berna                         | Marcel Markus                                                     | Maria Fässler, Cecile Huser, K. Fischler |
| 1966 | Lugano                        | Edwin Bhend                                                       | Mathilde Laeguer                         |
| 1967 | Biena                         | Max Blau                                                          | Anna Näpfer                              |
| 1969 | Lucerna                       | André Lombard                                                     | Myrta Ludwig                             |
| 1970 | Riehen                        | André Lombard                                                     | Anna Näpfer                              |
| 1971 | Winterthur                    | Heinz Schaufelberger                                              | Elsa Lüssy                               |
| 1972 | Locarno                       | Heinz Schaufelberger                                              | Carla Wettstein                          |
| 1973 | Weggis                        | André Lombard                                                     | Elsa Lüssy                               |
| 1974 | Wettingen                     | André Lombard                                                     | Trudy André                              |
| 1975 | Zúrich                        | Werner Hug                                                        | Carla Wettstein                          |
| 1976 | Ascona                        | Hansjürg Kaenel                                                   | Anna Näpfer                              |
| 1977 | Muttenz                       | André Lombard                                                     | Myrta Ludwig                             |
| 1978 | Sankt Moritz                  | Hansjürg Kaenel                                                   | Myrta Ludwig                             |
| 1979 | Biena                         | Heinz Wirthensohn                                                 | Monique Ruck-Petit                       |
| 1980 | Ascona                        | Hansjürg Kaenel                                                   | Theres Leu                               |
| 1981 | Biena                         | Heinz Wirthensohn                                                 | Vanda Veprex-Bilinski                    |
| 1982 | Silvaplana                    | Víktor Korchnói                                                   | Claude Baumann                           |
| 1983 | Baden                         | Andreas Huss                                                      | Erika Vogel                              |
| 1984 | Arosa                         | Víktor Korchnói                                                   | Tatjana Lematschko                       |
| 1985 | Silvaplana                    | Víktor Korchnói                                                   | Anne Knecht                              |
| 1986 | Basilea                       | Markus Klauser                                                    | Tatjana Lematschko                       |
| 1987 | Lenk im Simmental             | Richard Gerber                                                    | Claude Baumann                           |
| 1988 | Silvaplana                    | Roland Ekström                                                    | Claude Baumann                           |
| 1989 | Biena                         | Beat Züger                                                        | Evi Reimer                               |
| 1990 | Arosa                         | Ivan Nemet                                                        | Silvia Schladetzky                       |
| 1991 | Chiasso                       | Jean Luc Costa                                                    | Claude Baumann                           |
| 1992 | Leukerbad                     | Heinz Wirthensohn                                                 | Evi Grünewald-Reimer                     |
| 1993 | Silvaplana                    | Jean Luc Costa                                                    | Barbara Hund                             |
| 1994 | Lucerna                       | Lukas Brunner                                                     | Shahanah Schmid                          |
| 1995 | Villars/Ollon                 | Yannick Pelletier                                                 | Tatjana Lematschko                       |
| 1996 | Arosa                         | Víktor Gavrikov                                                   | Evi Grünenwald-Reimer                    |
| 1997 | Silvaplana                    | Joe Gallagher                                                     | Tatjana Lematschko                       |
| 1998 | Engelberg                     | Joe Gallagher                                                     | Catherine Thürig                         |
| 1999 | Grächen                       | Roland Ekström                                                    | Shahanah Schmid                          |
| 2000 | Pontresina                    | Yannick Pelletier                                                 | Evi Grünenwald-Reimer                    |
| 2001 | Scuol                         | Roland Ekström                                                    | Monika Seps                              |
| 2002 | Leukerbad                     | Yannick Pelletier                                                 | Monika Seps                              |
| 2003 | Silvaplana                    | Florian Jenni                                                     | Tatjana Lematschko                       |
| 2004 | Samnaun                       | Joe Gallagher                                                     | Tatjana Lematschko                       |
| 2005 | Saas-Almagell                 | Joe Gallagher                                                     | Monika Seps                              |
| 2006 | Lenzerheide                   | Florian Jenni                                                     | Tatjana Lematschko                       |
| 2007 | Leukerbad                     | Joe Gallagher                                                     | Monika Seps                              |
| 2008 | Samnaun                       | Roland Ekström                                                    | Tatjana Lematschko                       |
| 2009 | Grächen                       | Víktor Korchnói                                                   | Tatjana Lematschko                       |
| 2010 | Lenzerheide                   | Yannick Pelletier                                                 | Tatjana Lematschko                       |
| 2011 | Leukerbad                     | Viktor Kortschnoi                                                 | Alexandra Kostenjuk                      |
| 2012 | Flims                         | Joseph Gallagher                                                  | Monika Seps                              |
| 2013 | Grächen                       | Alexandra Kostenjuk                                               | Alexandra Kostenjuk                      |
| 2014 | Berna                         | Yannick Pelletier                                                 | Gundula Heinatz                          |
| 2015 | Leukerbad                     | Vadim Milov                                                       | Alexandra Kostenjuk                      |
| 2016 | Flims                         | Noël Studer                                                       | Laura Stoen                              |
| 2017 | Grächen                       | Yannick Pelletier                                                 | Lena Georgescu                           |
| 2018 | Lenzerheide                   | Sebastian Bogner                                                  | Gundula Heinatz                          |
| 2019 | Leukerbad                     | Noël Studer                                                       | Elena Sedina                             |
| 2021 | Flims                         | Joseph Gallagher                                                  | Lena Georgescu                           |
| 2022 | Samnaun                       | Fabian Bänziger                                                   | Lena Georgescu                           |
| 2023 | Leukerbad                     | Fabian Bänziger                                                   | Soffia Hryzlova                          |
| 2024 | Flims                         | Sebastian Bogner                                                  | Mariia Manko                             |

## Campeones suizos de ajedrez por correspondencia
1. Karl Flatt (1941-1942)
2. Jules Ehrat (1943-1944)
3. Moriz Henneberger - Walter Henneberger (1946-1947)
4. Max Blau (1948-1949)
5. Max Meier (1950-1951)
6. Hans Shelhofer (1955-1956)
7. Irenée Egger -  Josef Steiner (1959-1960)
8. Otto Krausz (1962-1963)
9. Edgar Walther (1970-1971)
10. Jurij Janzek (1981-1982)
11. Georg Weissen (1984-1985)
12. Alex Crisovan (1988-1989)
13. Fabrice Liarder (1991-1992)
14. Toni Thaler (1993-1994)
15. Jens Uwe Klügel (1995-1996)
16. Laurent Jacot (1997-1998)
17. Patrick Hugentobler (1999-2001)
18. Martin Leutwyler (2001-2003)
19. Patrick Hugentobler (2004-2006) [1]
20. Albi Gmür (2006-2007)  [2]
21. Andreas Brugger (2007-2009)  [3]
22. Rolf Scherer  (2009-2011)  [4]
23. Gilles Terreaux  (2011-2013)  [5]
24. Roger Mayer  (2013-2015)  [6]
25. Walter Steiger  (2015-2017)  [7]
26. Pablo Schmid  (2017-2019)  [8]
27. Reinhard Wegelin  (2019-2021)  [9]
28. Roger Mayer - stefan Salzmann - Oliver Killer - Philippe Corbat  (2021-2023)  [10]